# Math Rescue
Math Rescue è un videogioco a piattaforme educativo, uscito nel 1992 per sistemi MS-DOS. Pubblicato da Apogee Software, il gioco è stato realizzato da Redwood Games, software house specializzata nel genere educativo. Esiste un ulteriore titolo della stessa serie, chiamato Word Rescue.

## Trama
Strane creature chiamate Gruzzles, dopo avere tentato di rubare le parole, stanno rubando i numeri, raccogliendoli in camion della spazzatura robotici. Con l'aiuto di Benny Butterfly dovremmo, nei panni di un bambino o di una bambina, riportare ancora una volta il mondo alla normalità.

## Modalità di gioco
Scopo del gioco è quello di muovere il nostro personaggio in svariati livelli, e di toccare dei quadrati dotati di un punto interrogativo; questi fanno apparire un problema, risolvibile con un calcolo matematico. A seconda del livello di difficoltà, appaiono calcoli più o meno difficili.
Come altri giochi distribuiti da Apogee, Math Rescue è costituito da tre episodi, di qui il primo shareware:
- Episodio 1 - Visit Volcanos and Ice Caves
- Episodio 2 - Follow the Gruzzles into Space
- Episodio 3 - See Candy Land

Esiste una versione del gioco intitolata Math Rescue Plus, contenente 45 livelli aggiuntivi.